# باربرا سيرا
باربرا سيرا (بالإيطالية: Barbara Serra)‏ هي صحفية ومذيعة أخبار إيطالية، ولدت في 19 أغسطس 1974 في ميلانو في إيطاليا.

## وصلات خارجية
- باربرا سيرا على موقع IMDb (الإنجليزية)